# 정우택 (1953년)
정우택(鄭宇澤, 1953년 2월 18일~)은 대한민국의 경제관료 출신 정치인이다. 제7대 해양수산부 장관, 제32대 충청북도지사를 역임하였고, 제15, 16, 19, 20, 21대 국회의원이자 제21대 후반기 국회부의장이다.

## 생애
1953년 총무처 경제국장을 지내던 정운갑의 4남으로, 한국전쟁 피난 중 부산에서 출생하였다. 전쟁이 끝나자 서울로 돌아와 성장하며 경기고등학교, 성균관대학교 법학과를 졸업했다.
1978년 제22회 행정고시에 합격하여 1991년 경제기획원 법무담당관을 지내다가, 1996년 자유민주연합 제15대 국회의원으로 정계에 진출했다. 당시 지역구는 증평군·진천군·괴산군·음성군이었으며, 2001년 김대중 정부에서 제7대 해양수산부 장관을 지냈다.
2004년 총선에서 낙선한 후 2006년 지방선거에 출마하여 충청북도지사로 당선됐다. 2006년부터 2010년까지 제32대 충청북도지사를 역임했다. 제5회 지방선거에서 재선에 도전하였으나, 더불어민주당의 이시종 후보에게 밀려 낙선했다. 
2012년에 지역구를 청주시 상당구로 옮겨서 총선에 출마해 국회의원으로 당선됐고, 2016년에도 연속으로 당선됐다. 제20대 국회에서 2017년 2월 13일부터 2017년 12월 12일까지 자유한국당 원내대표를 맡았다.
2020년 4월에 열린 제21대 국회의원 선거에는 옆 지역구인 청주시 흥덕구로 옮겨서 출마하였으나, 더불어민주당 도종환 후보에게 밀려 낙선했다.
이후 야인으로 있던 도중, 청주시 상당구에서 당선되었던 정정순이 당선 무효 판결을 받아 열리게 된 2022년 대한민국 재보궐선거에서 청주시 상당구 선거구에 출마해 당선되면서 5선 고지에 올랐다. 2022년 10월 제21대 후반기 국회부의장으로 선출되었다.
2024년 총선에도 출마하여 6선에 도전하려 했으나, 돈봉투 논란으로 불출마를 선언했다.

## 학력
- 1965년 서울덕수초등학교 졸업
- 1968년 경기중학교 졸업
- 1972년 경기고등학교 졸업
- 1977년 성균관대학교 법학 학사
- 1979년 서울대학교 행정대학원 행정학 석사
- 1992년 하와이 대학교 대학원 경제학 박사

## 경력
- 제22회 행정고시 합격
- 경제기획원 법무담당관
- 통일국민당 충청북도 지부 진천군·음성군 지구당위원장
- 자유민주연합 충청북도 지부 진천군·음성군 지구당위원장
- 제15대 대통령직인수위원회 인수위원
- 1996년 5월 30일~ 2000년 5월 29일: 제15대 국회의원(충북 진천군·음성군, 자유민주연합, 초선)
- 제15대 국회 전반기 환경노동위원회 간사
- 자유민주연합 사무부총장
- 자유민주연합 정책위원회 수석부의장
- 자유민주연합 충청북도 지부 진천군·괴산군·음성군 지구당위원장
- 2000년 5월 30일~2004년 5월 29일: 제16대 국회의원(충북 진천군·괴산군·음성군, 자유민주연합, 재선)
- 자유민주연합 정책위원회 의장
- ㈜대티즌닷컴 설립[4]
- 아시아, 태평양환경, 개발의원회의 집행위원장
- 홍곡과학문화재단 이사장
- 2001년 3월 26일~2001년 9월 6일: 제7대 해양수산부 장관
- 민족화해협력 범국민협의회 공동의장
- 2006년 7월 1일~2010년 6월 30일: 제32대 충청북도지사(민선 4기, 한나라당, 초선)
- 충북도립대학교 이사장
- 충북테크노파크 이사장
- 제6대 디지털서울문화예술대학교 총장
- 한나라당·새누리당 충청북도당 청주시 상당구 당원협의회 위원장
- 2012년 5월 30일~2016년 5월 29일: 제19대 국회의원(충북 청주시 상당구, 새누리당, 3선)
- 새누리당 최고위원
- 제19대 국회 국토교통위원회 위원
- 제19대 국회 후반기 정무위원회 위원장
- 2016년 5월 30일~2020년 5월 29일: 제20대 국회의원(충북 청주시 상당구, 새누리당→자유한국당→미래통합당, 4선)
- 제20대 국회 전반기 산업통상자원위원회 위원
- 새누리당 원내대표
- 새누리당 대표권한대행
- 여의도연구원 이사장
- 제20대 국회 전반기 국회운영위원회 위원장
- 새누리당 비상대책위원
- 자유한국당 충청북도당 청주시 상당구 당원협의회 위원장
- 자유한국당 원내대표
- 자유한국당 비상대책위원
- 자유한국당 대표권한대행
- 제20대 국회 전반기 산업통상자원중소벤처기업위원회 위원
- 자유한국당 6·13 지방선거 중앙선거대책위원회 고문
- 제20대 국회 후반기 산업통상자원중소벤처기업위원회 위원
- 자유한국당 충청북도당 위원장
- 자유한국당 재정위원회 고문
- 자유한국당 전국위원회 의장
- 미래통합당 전국위원회 의장
- 미래통합당 충청북도당 청주시 상당구 당원협의회 위원장
- 미래통합당 충청북도당 청주시 흥덕구 당원협의회 위원장
- 국민의힘 충청북도당 청주시 흥덕구 당원협의회 위원장
- 국민의힘 전국위원회 의장
- 국민의힘 충청북도당 위원장
- 국민의힘 충청북도당 청주시 상당구 당원협의회 위원장
- 국민의힘 충북을 살리는 선거대책위원회 선거대책위원장단 총괄선거대책위원장 겸 선거대책본부장
- 2022년 3월 10일~2024년 5월 29일: 제21대 국회의원(충북 청주시 상당구, 국민의힘, 5선)
- 제21대 국회 전반기 산업통상자원중소벤처기업위원회 위원
- 국민의힘 충청북도당 제8회 전국동시지방선거 공천관리위원회 위원장
- 제21대 국회 후반기 행정안전위원회 위원
  - 제21대 국회 후반기 행정안전위원회 법안심사 제1소위원회 위원
- 2022년 11월 10일~2024년 5월 29일: 제21대 국회 후반기 국회부의장
- 재단법인 운정재단 이사
- 2023년 1월: 국회의장 직속 경제외교자문위원회 공동위원장
- 2023년 9월~2023년 10월: 국민의힘 10·11 서울특별시 강서구청장 보궐선거 선거대책위원회 명예 공동선대위원장
- 2024년 3월~2024년 4월: 제22대 국회의원 선거 국민의힘 충청북도당 선거대책위원회 상임고문

## 전과
- 정치자금에관한법률위반: 벌금 10,000,000원 - 2004년 5월 31일 선고[5]

## 가족
- 아버지: 정운갑 - 관료, 제4·7·8·9·10대 국회의원
  - 형: 정지택 - 기업인(두산중공업 부회장, KBO 총재 역임)
  - 동생: 정윤택

## 논란

### 방용석 의원 상해
1996년 자유민주연합 국회의원 시절 정우택은 국회 환경노동위에서 국정 감사에서의 증인채택문제를 논의하던 중 새정치국민회의 방용석 의원에게 "소관부처도 아닌 것을 자꾸만 고집피우는 이유가 뭐냐. 선배면 선배지. 되는 소리를 하라." 고 말하며 유리컵을 휘둘러 이마가 찢어져 피가 나는 상처를 입혔다.(국회법 148조 참조)

### 성상납 의혹
- 나는 꼼수다에서 제기한 대만, 미국 성상납 의혹으로, 유명 포털 검색어에 오르기도 하는 등 논란이 일었다.

- 충청북도지사 시절 성상납을 받았다는 악의적 흑색선전에 대하여, 경찰과 검찰 조사 결과[7][8] 무혐의 처리를 받았으며, 대법원에서는 '루머유포자' 손인석 전 새누리당 중앙당 청년위원장은 선거과정에서 금품을 유포한 죄로 징역 1년 6개월에 집행유예 2년을, 후보자 비방혐의에 대해서는 무죄를 선고받았다.[9] 네이버 검색어를 조작한 점에 대한 논란은 KISO 인터넷자율정책기구에서 검색어 조작 없다고 밝힌 바 있다.[10] 검색어 조작은 없었으나 수사결과에 의거하여 정우택 측에서 네이버에 삭제요청하였다.[11]

### 보좌관 갑질 의혹
- 국정감사 피감기관인 한국거래소 산하기관에 비서관의 아버지가 재배한 감자를 판매하여 갑질 논란이 되고 있다.[12] 논란이 불거지자 해당 비서관은 사직하였다.[13]

- 정우택 의원의 수석보좌관 오인수 씨의 해운조합 이사장 내정과 관련하여 정피아 낙하산 논란이 일고 있다. 다른 지원자가 여럿 있었는데도 해운 관련 경력이 전혀 없어 해양업무에 문외한인 보좌관이 한국해운조합 이사장에 내정된 것이 외압과 관련이 있다는 의혹이 일고 있으며, 현 해운조합회장이 정치권과의 관계를 위하여 선거에 개입하였다는 의혹도 제기되고 있다.[14][15] 논란이 일자 내정취소가 되었으나 과정을 둘러싼 의혹은 제기되고 있는 상태이다[16]

### 신한은행 채용청탁 의혹
정우택, 김재경, 김영주 3명의 의원이 신한은행에 불법 채용청탁을 한 의혹이 불거져 논란이 되고 있다. 불법채용청탁 당시 정우택 의원은 국회 정무위원회 위원장, 김영주 의원은 정무위원회 야당 간사, 김재경 의원은 정무위원회 위원이었다. 은행권을 감시해야할 정무위원들이 오히려 채용 청탁을 한 정황이 드러나 논란이 되는 상황이다. 언론사에서 입수한 검찰이 압수수색한 신한은행 내부 자료 중 2013~15년 신입채용 청탁자 명단 일부와 채용비리로 기소된 신한은행 관계자에 대한 검찰 공소장 등의 내용에 따르면 당시 채용 청탁을 한 150여 명의 명단이 포함돼 있고 신한은행은 국회의원·금감원 직원 등 영업과 감독에 영향을 미칠 수 있는 외부 사람이 채용 청탁을 하면 ‘특이자 명단’으로 별도 관리했으며 특이자 명단에 올라 간 지원자의 서류·면접 비고란에는 ‘得(득)’이라고 표시됐고, 서류전형 부정 통과와 면접점수 조작이 이뤄진 것으로 드러났다.
검찰이 입수한 문건중 2015년 上(상반기) 신입행원 특이자 문건에는 정우택 의원이 당시 신한은행 고위층에게 김 아무개씨의 채용을 청탁한 것으로 나와 있으며 정우택 의원은 국회 정무위원회 위원장(2014년 6월~2016년 5월)을 맡고 있었다. 김재경 의원도 2013년 하반기 신입사원 채용 과정에서 정 아무개씨의 합격을 청탁했다. 청탁한 정씨는 연령 필터링 컷에 해당해 탈락했지만 청탁받은 지원자라는 이유로 특혜를 받아 부정합격했으며 또한 1차 실무자 면접결과 DD등급으로 탈락 대상이었지만, 평가자 몰래 등급을 임의 상향시켜 부정합격한 것으로 드러났다. 이는 국회 정무위원회 위원으로 있을 당시(2012년 7월~2014년 5월)이며 청탁한 정 아무개는 자신의 지역구에 있는 신문사 사주의 자녀인 것으로 나왔다. 김영주 의원 또한 2014년 상반기 신입사원 채용 때 지역구 구의원 자녀인 오 아무개씨의 채용을 청탁했으며 오씨는 1차 면접에서 탈락 대상이었지만 ‘별도의 REVIEW(재검토)’ 절차를 거쳐 부정 합격했다. 오씨는 1차 실무자 면접 결과 탈락 수준의 등급을 받았으나 합격 지시가 내려오면서 면접 결과와 달리 합격됐다. 이는 김영주 의원이 정무위 간사로 재직중일 때의 일이었다. 이상 3명의 의원 의혹은 검찰 공소장에서 확인되는 내용으로 드러났다.
해당 국회의원들은 모두 관련 의혹을 부인했다. 정우택 의원은 “전혀 기억나지 않는다. 청탁했다는 지원자에 대해서도 전혀 알지 못한다”고 말했다. 김영주 의원은 “내가 은행출신이긴 하지만 신한은행과는 전혀 친분이 없다. 내 이름이 올라가 있다면 그것은 누군가 나를 사칭하고 다닌 것 아닌가 싶다”며 “채용을 청탁한 적은 전혀 없다”고 말했다. 김재경 의원은 “전혀 알지 못하는 일이다. 청탁한 일이 없고, 기억에도 없다”고 밝혔다.

## 역대 선거 결과
|  | 24.30% |

|  | 48.59% |

|  | 36.17% |

|  | 40.78% |

|  | 59.66% |

|  | 45.91% |

|  | 53.89% |

|  | 49.26% |

|  | 42.95% |

|  | 56.92% |

## 소속 정당
| 소속 정당 | 소속 정당    | 소속 기간 | 비고      |
| --------- | ------------ | --------- | --------- |
|           | 통일국민당   | 1992~1994 | 정계 입문 |
|           | 무소속       | 1994~1995 | 탈당      |
|           | 민주당       | 1995      | 입당      |
|           | 무소속       | 1995      | 탈당      |
|           | 자유민주연합 | 1995~2004 | 입당      |
|           | 무소속       | 2004~2005 | 탈당      |
|           | 한나라당     | 2005~2012 | 입당      |
|           | 새누리당     | 2012~2017 | 당명 변경 |
|           | 자유한국당   | 2017~2020 | 당명 변경 |
|           | 미래통합당   | 2020      | 합당      |
|           | 국민의힘     | 2020~현재 | 당명 변경 |

## 같이 보기
- 진천군·음성군
- 진천군의 국회의원
- 음성군의 국회의원
- 진천군·괴산군·음성군
- 괴산군의 국회의원
- 청주시 상당구 (선거구)
- 청주시 상당구의 국회의원
- 대한민국의 해양수산부 장관
- 충청북도지사
- 대한민국의 국회부의장